# Lijst van Natura 2000-gebieden in België

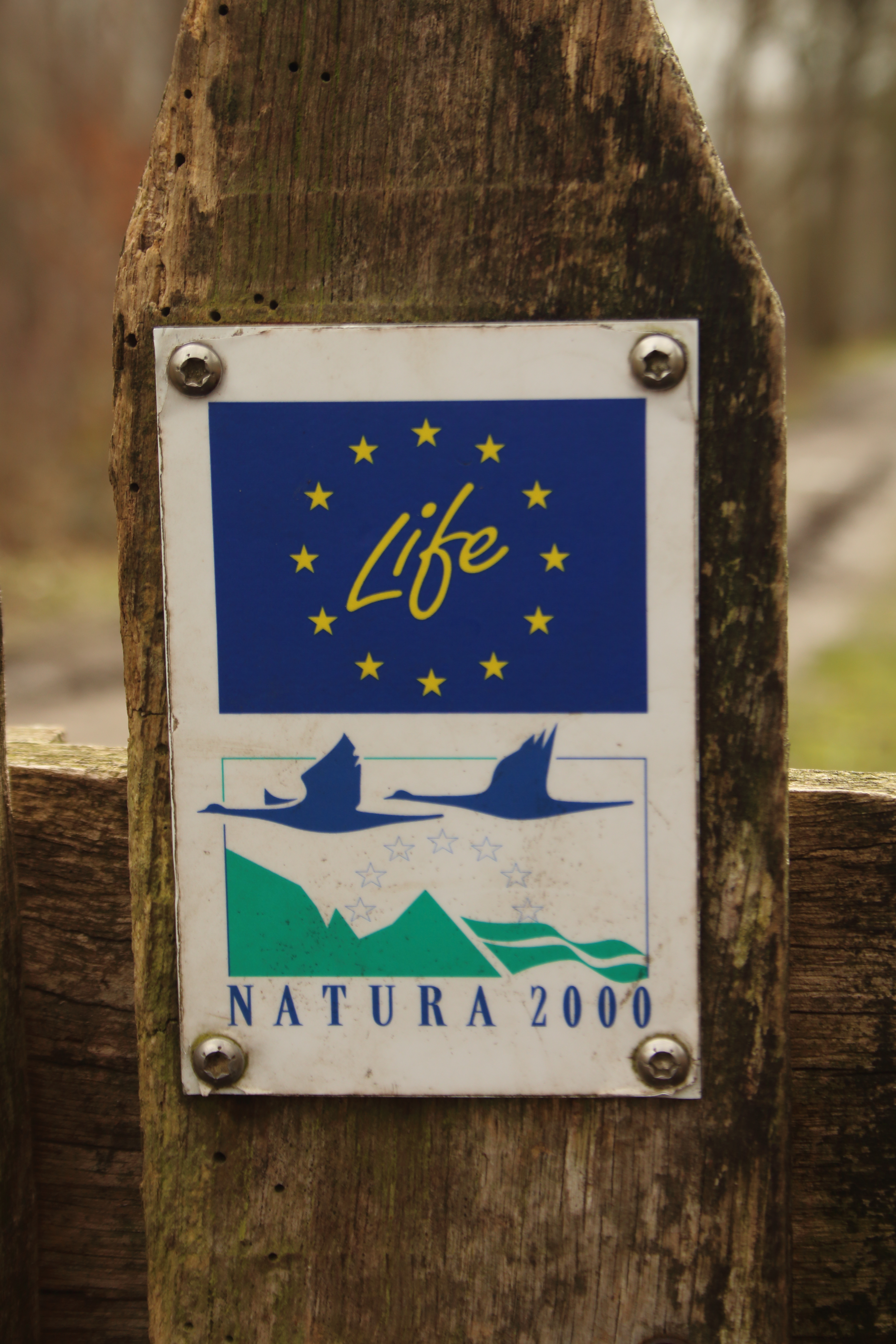
Natura 2000-logo in het Maldegemveld

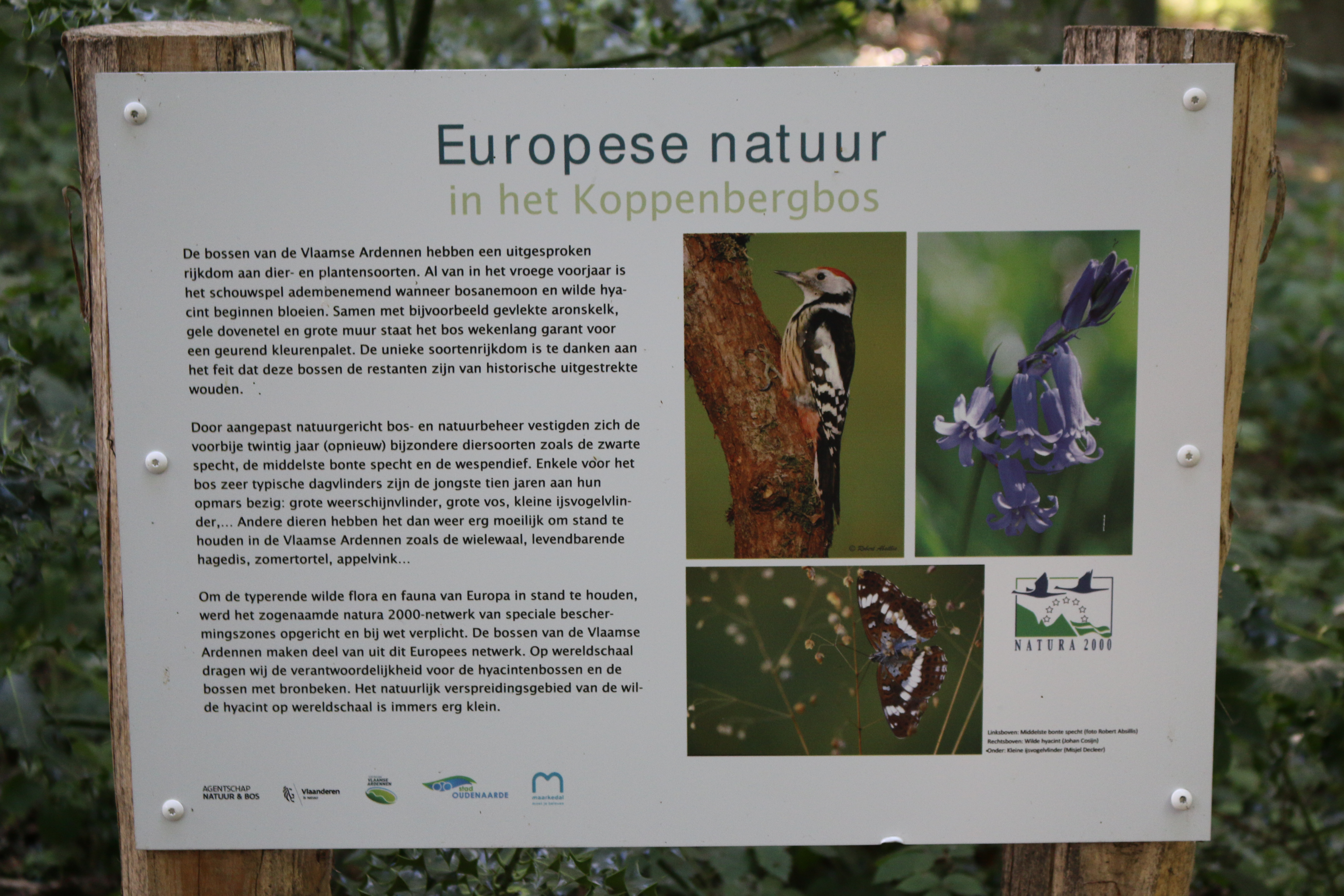
Natura 2000-gebied Koppenbergbos

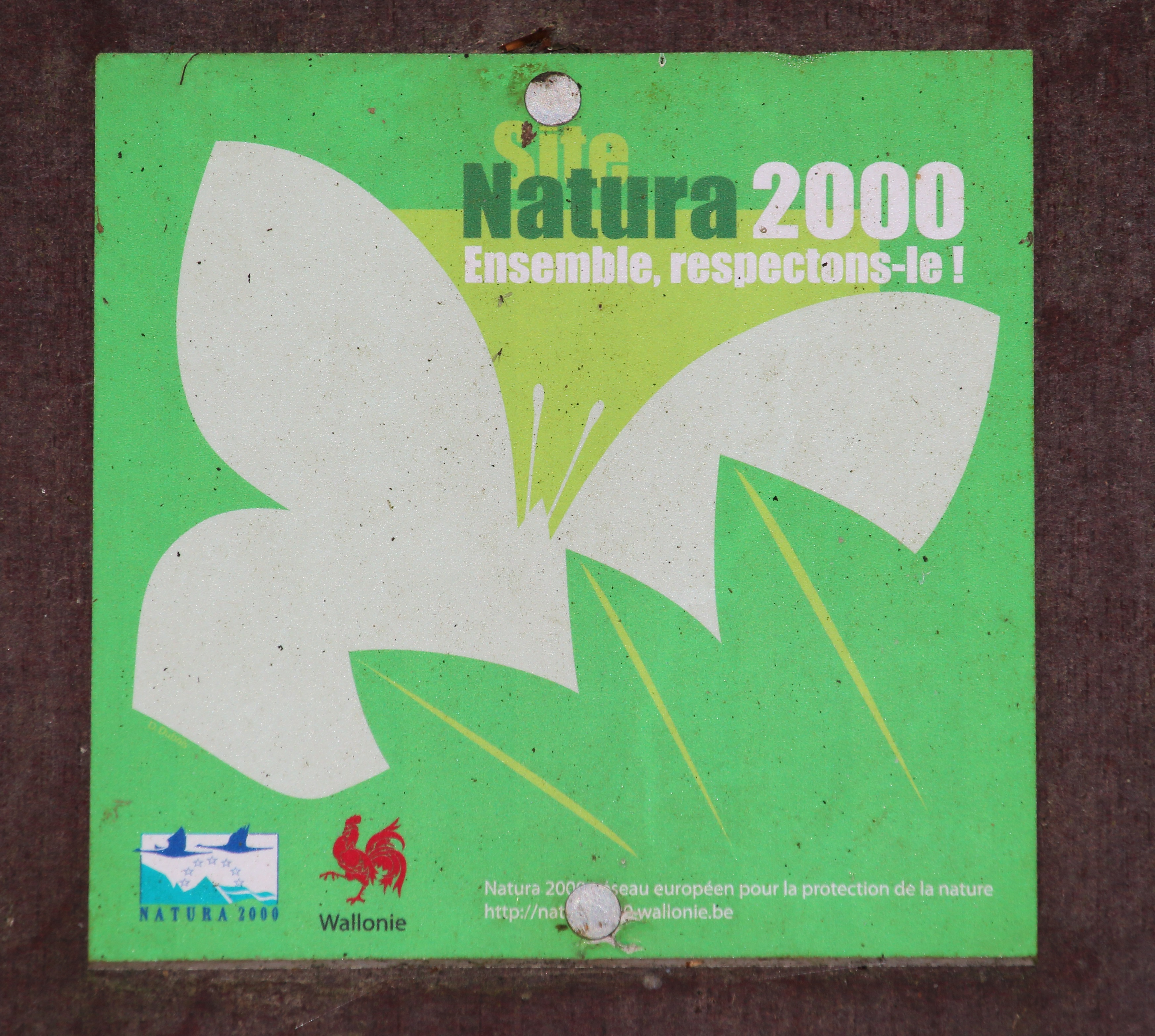
Natura 2000-logo in het Livierenbos (Wallonië)

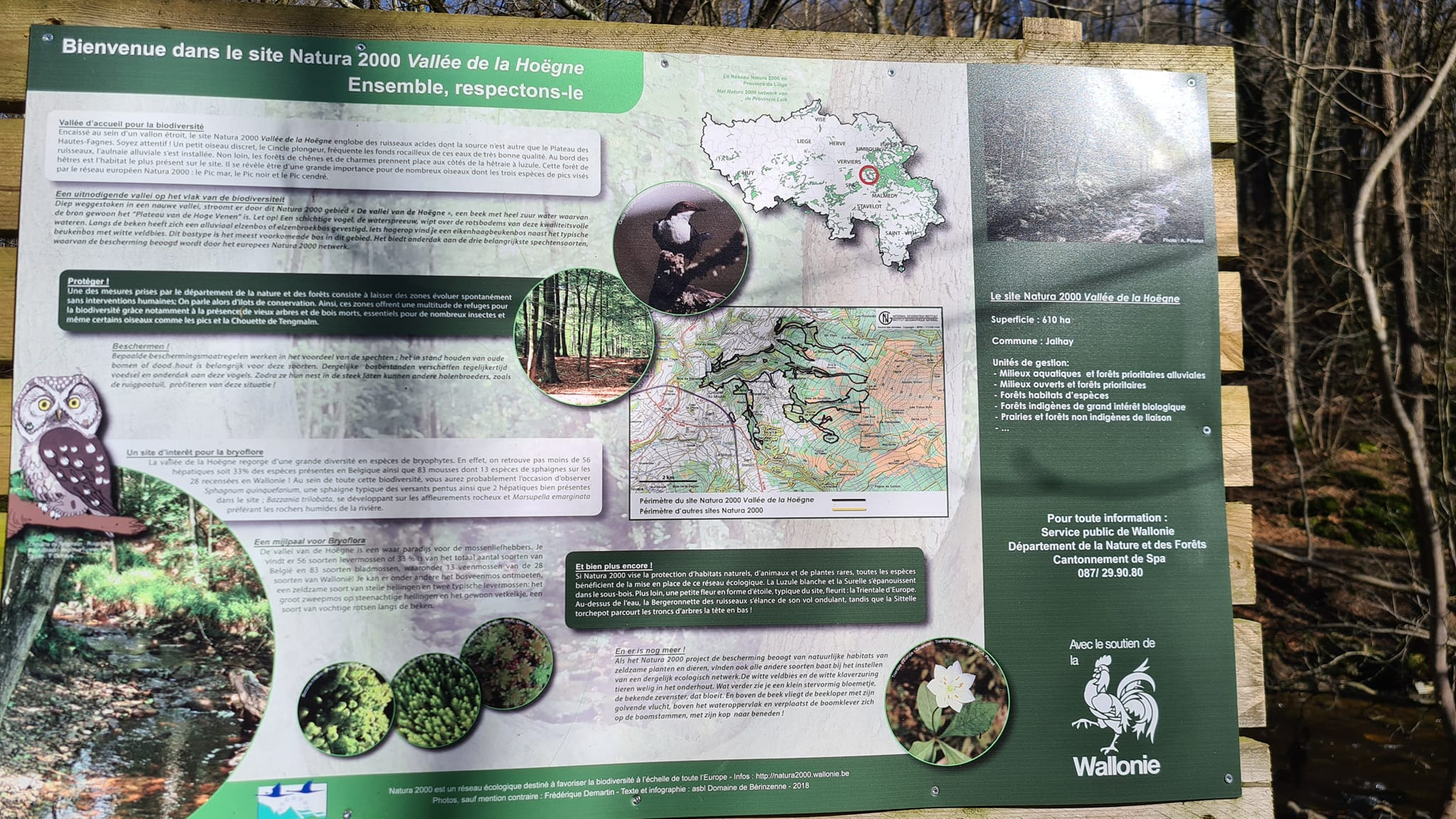
Vallei van de Hoëgne

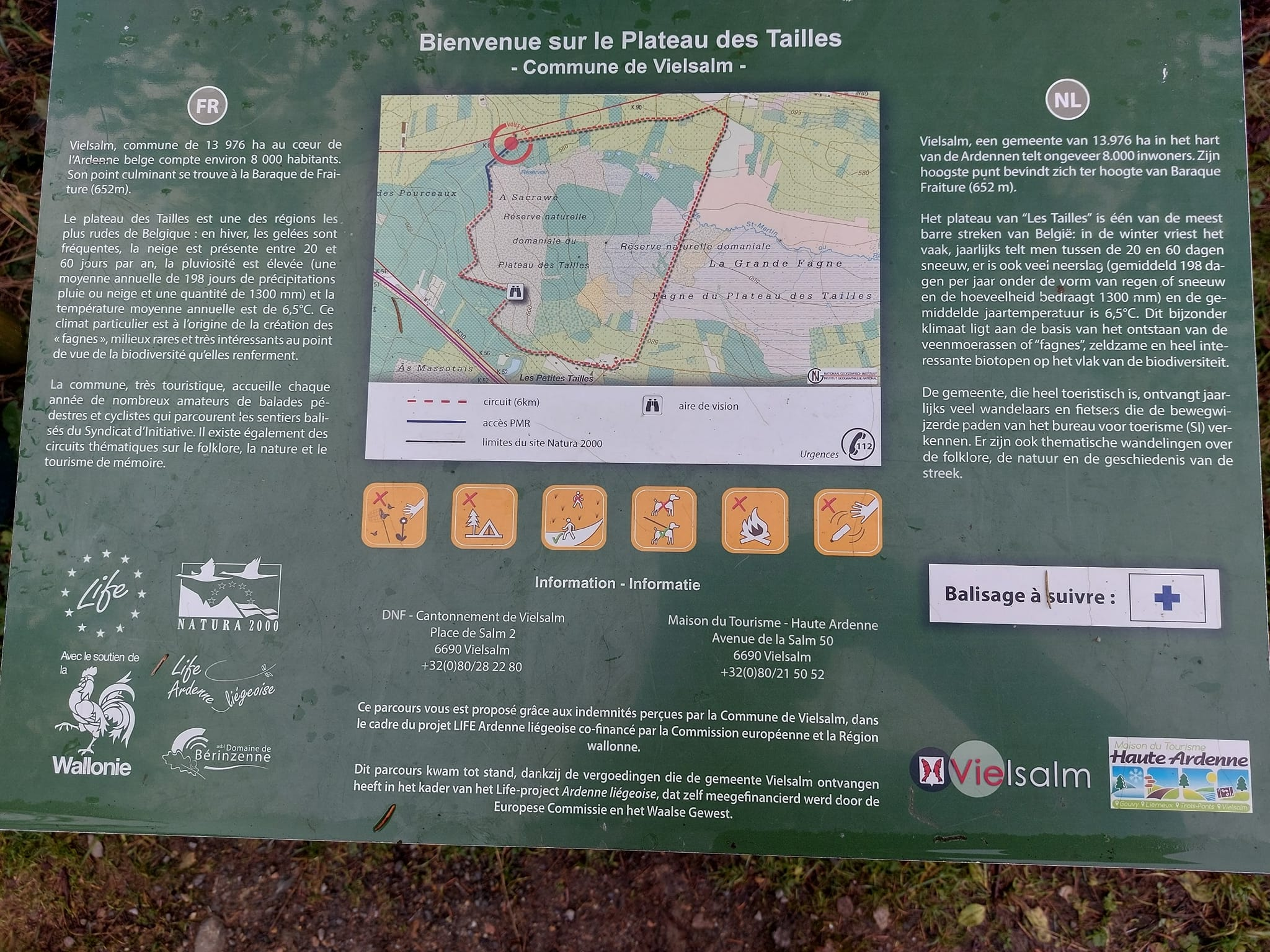
Plateau des Tailles

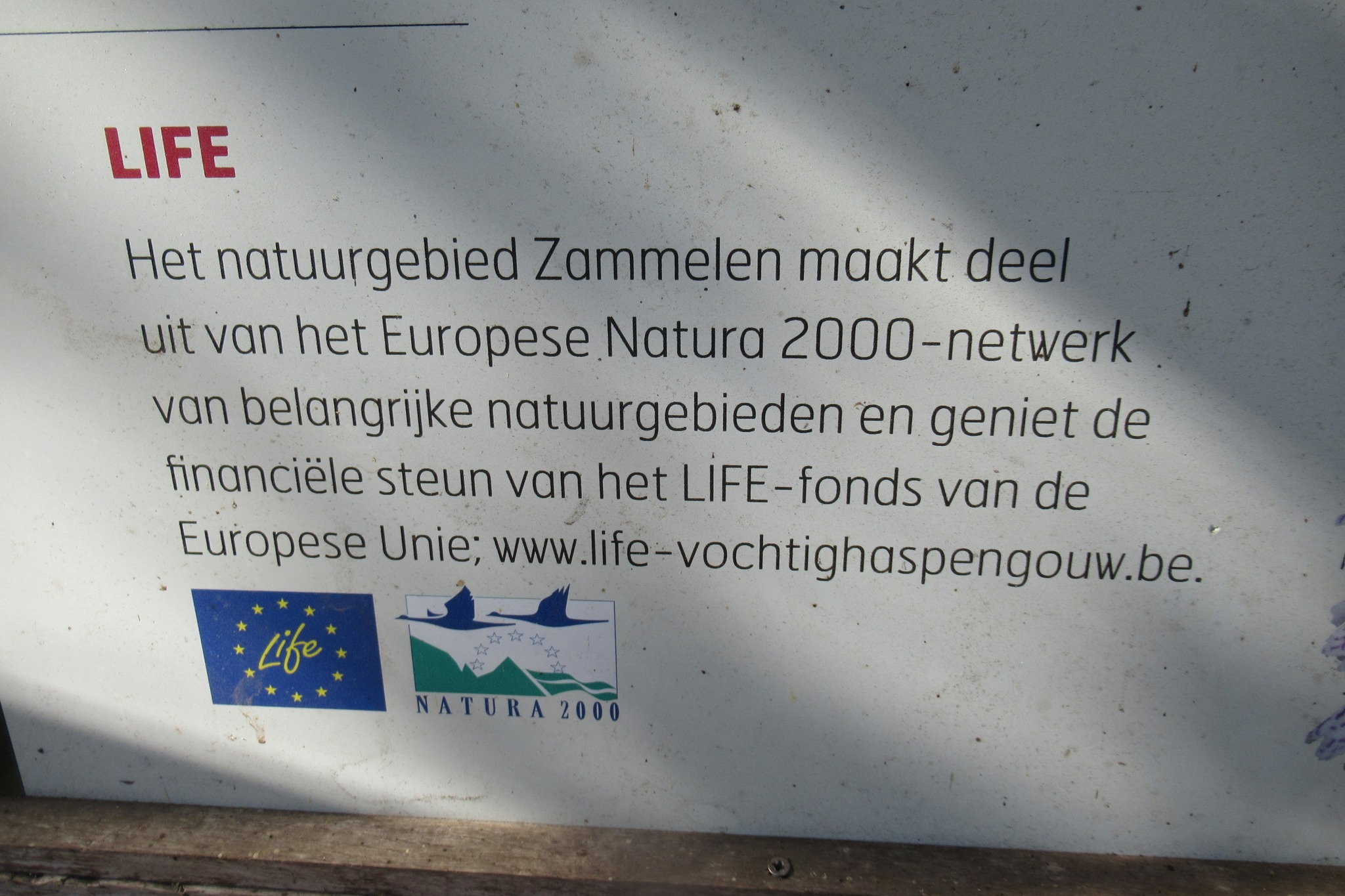
LIFE-projecten in Natura 2000-gebieden

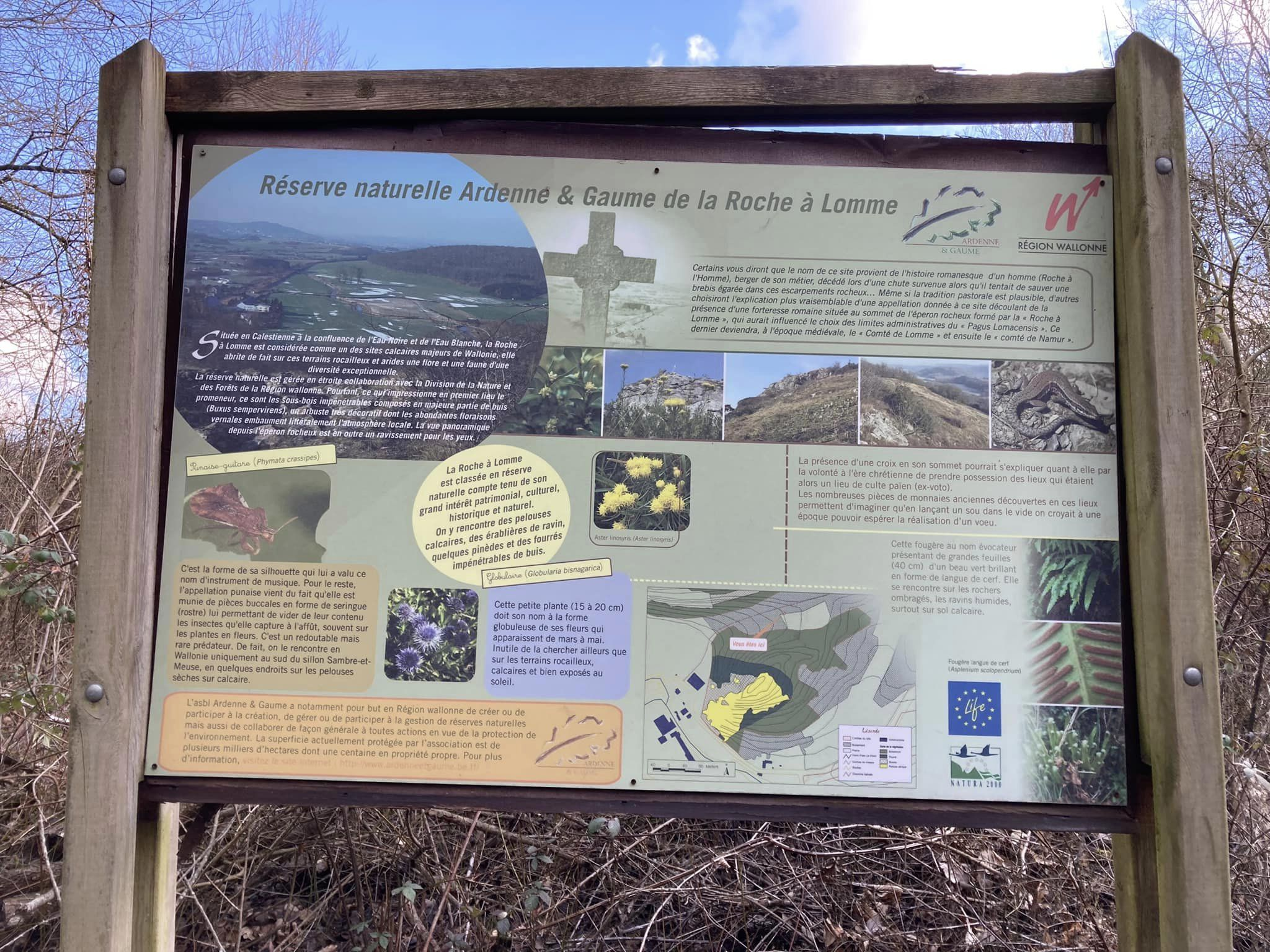
Roche à Lhomme, kalkrots, Uitzonderlijk onroerend erfgoed van het Waals gewest in Viroinval, provincie Namen

De Lijst van Natura 2000-gebieden in België bevat de Natura 2000-gebieden in België die door de Belgische regering zijn aangemeld bij de Europese Commissie als speciale beschermingszone (en dus als habitatrichtlijngebieden of vogelrichtlijngebieden zijn aangewezen).
Het betreft 304 gebieden, namelijk 240 in Wallonië, 61 in Vlaanderen en 3 in het Brussels Hoofdstedelijk Gewest.

## Lijst
| Naam | Soort                                          | Provincie                                                         | oppervlakte                              |
| --- | ---------------------------------------------- | ----------------------------------------------------------------- | ---------------------------------------- |
| Polders | Habitatrichtlijngebied                         | West-Vlaanderen                                                   | 1866 ha                                  |
| West-Vlaams Heuvelland                                                                                            | Habitatrichtlijngebied                         | West-Vlaanderen                                                   | 1878 ha                                  |
| Duingebieden inclusief IJzermonding en Zwin                                                                       | Habitatrichtlijngebied en Vogelrichtlijngebied | West-Vlaanderen                                                   | 3782 ha                                  |
| Zoniënwoud | Habitatrichtlijngebied                         | Vlaams-Brabant                                                    | 2761 ha                                  |
| Hallerbos en nabije boscomplexen met brongebieden en heiden                                                       | Habitatrichtlijngebied                         | Vlaams-Brabant                                                    | 1832 ha                                  |
| Valleigebied tussen Melsbroek, Kampenhout, Kortenberg en Veltem                                                   | Habitatrichtlijngebied                         | Vlaams-Brabant                                                    | 1445 ha                                  |
| Valleien van de Dijle, Laan en IJse met aangrenzende bos- en moerasgebieden                                       | Habitatrichtlijngebied en Vogelrichtlijngebied | Vlaams-Brabant                                                    | 4661 ha                                  |
| Bossen van de Vlaamse Ardennen en andere Zuid-Vlaamse bossen                                                      | Habitatrichtlijngebied                         | Oost-Vlaanderen (klein deel in West-Vlaanderen en Vlaams-Brabant) | 5548 ha                                  |
| Schelde en Durme-estuarium van de Nederlandse grens tot Gent                                                      | Habitatrichtlijngebied en Vogelrichtlijngebied | Oost-Vlaanderen                                                   | 8957 ha                                  |
| Bossen en heiden van Zandig Vlaanderen: oostelijk deel                                                            | Habitatrichtlijngebied                         | Oost-Vlaanderen                                                   | 3377 ha                                  |
| Bossen, heiden en valleigebieden van Zandig Vlaanderen: westelijk deel                                            | Habitatrichtlijngebied                         | West-Vlaanderen                                                   | 3064 ha                                  |
| Bossen van het zuidoosten van de Zandleemstreek                                                                   | Habitatrichtlijngebied                         | Oost-Vlaanderen, Antwerpen en Vlaams-Brabant                      | 1800 ha                                  |
| Valleien van de Winge en de Motte met valleihellingen                                                             | Habitatrichtlijngebied                         | Vlaams-Brabant                                                    | 2244 ha                                  |
| Demervallei | Habitatrichtlijngebied en Vogelrichtlijngebied | Limburg, Antwerpen, Vlaams-Brabant                                | 4910 ha                                  |
| Kalmthoutse Heide                                                                                                 | Habitatrichtlijngebied en Vogelrichtlijngebied | Antwerpen                                                         | 2207,64 ha                               |
| Klein en Groot Schietveld, De Maatjes, Wuustwezelheide                                                            | Habitatrichtlijngebied en Vogelrichtlijngebied | Antwerpen                                                         | 4616,24 ha                               |
| Bos- en heidegebieden ten oosten van Antwerpen                                                                    | Habitatrichtlijngebied                         | Antwerpen                                                         | 5240 ha                                  |
| Kempense kleiputten (Het Blak, Kievitsheide, Ekstergoor en nabijgelegen kamsalamanderhabitats)                    | Habitatrichtlijngebied                         | Antwerpen                                                         | 698 ha                                   |
| Heesbossen, Vallei van Marke en Merkske en Ringven met valleigronden langs de Heerlese Loop                       | Habitatrichtlijngebied                         | Antwerpen                                                         | 678 ha                                   |
| Vennen, heiden en moerassen rond Turnhout                                                                         | Habitatrichtlijngebied                         | Antwerpen                                                         | 7964,57 ha                               |
| De Maten | Habitatrichtlijngebied en Vogelrichtlijngebied | Limburg                                                           | 536 ha                                   |
| Valleigebied van de Kleine Nete met brongebieden, moerassen en heiden                                             | Habitatrichtlijngebied                         | Antwerpen en Limburg                                              | 9125,97 ha                               |
| Vallei- en brongebied van de Zwarte Beek, Bolisserbeek en Dommel met heide en vengebieden                         | Habitatrichtlijngebied en Vogelrichtlijngebied | Limburg                                                           | 8306 ha                                  |
| Mangelbeek en heide- en vengebieden tussen Houthalen en Gruitrode                                                 | Habitatrichtlijngebied                         | Limburg                                                           | 3768 ha                                  |
| Bosbeekvallei en aangrenzende bos- en heidegebieden te As-Opglabbeek-Maaseik                                      | Habitatrichtlijngebied                         | Limburg                                                           | 572,94 ha                                |
| Valleien van de Laambeek, Zonderikbeek, Slangebeek en Roosterbeek met vijvergebieden en heiden                    | Habitatrichtlijngebied                         | Limburg                                                           | 5095 ha                                  |
| Hageven met Dommelvallei, Beverbeekse Heide, Warmbeek en Wateringen                                               | Habitatrichtlijngebied                         | Limburg                                                           | 6372 ha (samen met Abeek en Itterbeek)   |
| Abeek met aangrenzende moerasgebieden                                                                             | Habitatrichtlijngebied                         | Limburg                                                           | 6372 ha (samen met Hageven en Itterbeek) |
| Itterbeek met Brand, Jagersborg en Schootsheide en Bergerven                                                      | Habitatrichtlijngebied                         | Limburg                                                           | 6372 ha (samen met Hageven en Abeek)     |
| Mechelse heide en vallei van de Ziepbeek                                                                          | Habitatrichtlijngebied en Vogelrichtlijngebied | Limburg                                                           | 3741 ha (2345 ha vogelrichtlijngebied)   |
| Plateau van Caestert met hellingbossen en mergelgrotten                                                           | Habitatrichtlijngebied                         | Limburg                                                           | 132 ha                                   |
| Uiterwaarden langs de Limburgse Maas en Vijverbroek                                                               | Habitatrichtlijngebied                         | Limburg                                                           | 645 ha                                   |
| Bossen en kalkgraslanden van Haspengouw                                                                           | Habitatrichtlijngebied                         | Limburg en Vlaams-Brabant                                         | 2604 ha                                  |
| Voerstreek | Habitatrichtlijngebied                         | Limburg                                                           | 1592 ha                                  |
| Bovenloop van de Grote Nete met Zammelsbroek, Langdonken en Goor                                                  | Habitatrichtlijngebied                         | Antwerpen                                                         | 4280 ha                                  |
| Jekervallei en bovenloop van de Demervallei                                                                       | Habitatrichtlijngebied                         | Limburg                                                           | 633,45 ha                                |
| Demervallei | Habitatrichtlijngebied en Vogelrichtlijngebied | Vlaams-Brabant, Antwerpen en Limburg                              | 4910 ha                                  |
| Overgang Kempen-Haspengouw                                                                                        | Habitatrichtlijngebied                         | Limburg                                                           |                                          |
| Historische fortengordels van Antwerpen als vleermuizenhabitat                                                    | Habitatrichtlijngebied                         | Antwerpen                                                         | 358,50 ha                                |
| Arendonk, Merksplas, Oud-Turnhout, Ravels en Turnhout                                                             | Vogelrichtlijngebied                           | Antwerpen                                                         | 7076 ha                                  |
| Bokrijk en omgeving                                                                                               | Vogelrichtlijngebied                           | Limburg                                                           | 784 ha                                   |
| IJzervallei | Vogelrichtlijngebied                           | West-Vlaanderen                                                   | 5136 ha                                  |
| De Kuifeend en Blokkersdijk                                                                                       | Vogelrichtlijngebied                           | Antwerpen                                                         | 192 ha                                   |
| Groot Schietveld, De Maatjes, Wuustwezelheide                                                                     | Vogelrichtlijngebied                           | Antwerpen                                                         | 4110 ha                                  |
| De Ronde Put | Vogelrichtlijngebied                           | Antwerpen                                                         | 5412 ha                                  |
| De Zegge | Vogelrichtlijngebied                           | Antwerpen                                                         | 86 ha                                    |
| Hamonterheide, Hageven, Buitenheide, Stramprooierbroek en Mariahof                                                | Vogelrichtlijngebied                           | Limburg                                                           | 13125 ha                                 |
| Houthalen-Helchteren, Meeuwen-Gruitrode en Peer                                                                   | Vogelrichtlijngebied                           | Limburg                                                           | 2851 ha                                  |
| Poldercomplex | Vogelrichtlijngebied                           | West-Vlaanderen                                                   | 9766 ha                                  |
| Schorren en polders van de Beneden-Schelde                                                                        | Vogelrichtlijngebied                           | Oost-Vlaanderen                                                   | 7085 ha                                  |
| Durme en middenloop van de Schelde                                                                                | Vogelrichtlijngebied                           | Oost-Vlaanderen                                                   | 4190 ha                                  |
| Vijvercomplex van Midden-Limburg                                                                                  | Vogelrichtlijngebied                           | Limburg                                                           | 2563 ha                                  |
| Achterhaven Zeebrugge-Heist                                                                                       | Vogelrichtlijngebied                           | West-Vlaanderen                                                   | 498 ha                                   |
| Krekengebied | Vogelrichtlijngebied                           | Oost-Vlaanderen                                                   | 781 ha                                   |
| Zwin | Vogelrichtlijngebied                           | West-Vlaanderen                                                   | 1914 ha                                  |
| Zoniënwoud met bosrand en aangrenzende bosgebieden en Woluwevallei                                                | Habitatrichtlijngebied                         | Brussel                                                           | 2066 ha                                  |
| Bossen en open gebieden in het zuiden van het Brussels Gewest                                                     | Habitatrichtlijngebied                         | Brussel                                                           | 140 ha                                   |
| Bossen en vochtige gebieden van de Molenbeekvallei in het noordwesten van het Brussels Gewest                     | Habitatrichtlijngebied                         | Brussel                                                           | 116 ha                                   |
| Bovenvallei van de Eau Noire                                                                                      |                                                | Namen en Henegouwen                                               | 952.8125 ha                              |
| Vallei van de Eau Blanche te Virelles                                                                             |                                                | Namen en Henegouwen                                               | 1422.2164 ha                             |
| Vallei van de Thyle                                                                                               |                                                | Waals-Brabant en Henegouwen                                       | 1113.4828 ha                             |
| De bronnen van de Dijle                                                                                           |                                                | Waals-Brabant                                                     | 655.5896 ha                              |
| Vallei van de Laan                                                                                                |                                                | Waals-Brabant                                                     | 432.6567 ha                              |
| Vallei van de Nethen                                                                                              |                                                | Waals-Brabant                                                     | 175.3578 ha                              |
| Vallei van de Dijle van Waver tot Eerken                                                                          |                                                | Waals-Brabant                                                     | 85.0401 ha                               |
| Vallei van de Train                                                                                               |                                                | Waals-Brabant                                                     | 475.888 ha                               |
| Vallei van de Dijle stroomafwaarts van Eerken                                                                     |                                                | Waals-Brabant                                                     | 141.4748 ha                              |
| De bossen van Arpes en Hôpital te Nijvel                                                                          |                                                | Waals-Brabant en Henegouwen                                       | 139.3308 ha                              |
| Bos van La Houssière                                                                                              |                                                | Waals-Brabant en Henegouwen                                       | 714,7615 ha                              |
| Vallei van de Hene stroomafwaarts van Bergen                                                                      |                                                | Henegouwen                                                        | 1789,9777 ha                             |
| Boven-Samber stroomopwaarts van Thuin                                                                             |                                                | Henegouwen                                                        | 394,539 ha                               |
| Boven-Samber stroomafwaarts van Thuin                                                                             |                                                | Henegouwen                                                        | 718,8658 ha                              |
| Bos van Colfontaine                                                                                               |                                                | Henegouwen                                                        | 836.674 ha                               |
| Scheldebekken stroomopwaarts van Doornik                                                                          |                                                | Henegouwen                                                        | 193.9278 ha                              |
| Scheldebekken stroomafwaarts van Doornik                                                                          |                                                | Henegouwen                                                        | 366.1984 ha                              |
| Vallei van de Hene stroomopwaarts van Bergen (met o.a. het Bos van Stambruges)                                    |                                                | Henegouwen                                                        | 485,7836 ha                              |
| Noordelijke stroomgebied van de Hene                                                                              |                                                | Henegouwen                                                        | 2215,3489 ha                             |
| De bossen van Rance                                                                                               |                                                | Henegouwen                                                        | 988,738 ha                               |
| Vallei van de Hante                                                                                               |                                                | Henegouwen                                                        | 460,0578 ha                              |
| Vallei van de Aubrecheuil                                                                                         |                                                | Henegouwen                                                        | 36,6316 ha                               |
| Vallei van de Piéton                                                                                              |                                                | Henegouwen                                                        | 55,6067 ha                               |
| Pays des Collines (met o.a. de Waalse uitlopers van het Kluisbos en Heynsdalebos)                                 | Habitatrichtlijngebied en Vogelrichtlijngebied | Henegouwen                                                        | 132,9428 ha                              |
| Valleien van de Dender en de Mark (met o.a. het Bois d'Hubermont, Bois d'Antoing en Bois de Leuze, Bois Lefèbvre) | Habitatrichtlijngebied en Vogelrichtlijngebied | Henegouwen                                                        | 534,95 ha                                |
| Vallei van de Rhosnes (met o.a. het Livierenbos en het Pottelbergbos)                                             | Habitatrichtlijngebied en Vogelrichtlijngebied | Henegouwen                                                        | 191,10 ha                                |
| Haut-Pays des Honnelles                                                                                           |                                                | Henegouwen                                                        | 586,2746 ha                              |
| Canal souterrain de la Bête Refaite                                                                               |                                                | Henegouwen                                                        | 1,0883 ha                                |
| Valleien van de Oise en de Wartoise                                                                               |                                                | Henegouwen                                                        | 805,0369 ha                              |
| Bos van Bon-Secours                                                                                               |                                                | Henegouwen                                                        | 386,7204 ha                              |
| Vallei van de Princesse                                                                                           |                                                | Henegouwen                                                        | 132,5409 ha                              |
| Trou des Sarrazins à Loverval                                                                                     |                                                | Henegouwen                                                        | 0,0812 ha                                |
| De Leievallei |                                                | Henegouwen                                                        | 408,4010 ha                              |
| Bos van Montbliart en Vieux Sart                                                                                  |                                                | Henegouwen                                                        | 947,7187 ha                              |
| Het moeras van Verne                                                                                              |                                                | Henegouwen                                                        | 102,0778 ha                              |
| De bronnen van de Hantes                                                                                          |                                                | Henegouwen                                                        | 569,6576 ha                              |
| La Fagne tussen Bailièvre en Robechies                                                                            |                                                | Henegouwen                                                        | 323,0846 ha                              |
| De Mariemont bossen                                                                                               |                                                | Henegouwen en Luxemburg                                           | 153,6496 ha                              |
| Brabantse zijrivieren van de Zenne                                                                                |                                                | Waals-Brabant                                                     | 710,0534 ha                              |
| Zilverbeek vallei en de Laanvallei                                                                                |                                                | Waals-Brabant                                                     | 720,1854 ha                              |
| De Dijlevallei te Ottignies                                                                                       |                                                | Waals-Brabant                                                     | 304,1458 ha                              |
| De steengroeve van Dongelberg                                                                                     |                                                | Waals-Brabant                                                     | 9,6443 ha                                |
| De mijnen van Orp-Jauche                                                                                          |                                                | Waals-Brabant                                                     | 12,3508 ha                               |
| De Dender en Mark vallei (met o.a. Les Prés Rosières)                                                             |                                                | Henegouwen                                                        | 534,9537 ha                              |
| Bois d'Enghien en Bois de Silly                                                                                   |                                                | Henegouwen                                                        | 534,5625 ha                              |
| De Trouille vallei                                                                                                |                                                | Henegouwen                                                        | 1281,0587 ha                             |
| Vallée du Ruisseau d'Acoz                                                                                         |                                                | Henegouwen                                                        | 19,1360 ha                               |
| Beneden-Samber |                                                | Henegouwen                                                        | 85,7169 ha                               |
| Vallei van de Biesmelle                                                                                           |                                                | Henegouwen                                                        | 267,3095 ha                              |
| Bovenste vallei van de Thure                                                                                      |                                                | Henegouwen                                                        | 505,5622 ha                              |
| Bos Massart en bossen van Sivry-Rance                                                                             |                                                | Henegouwen                                                        | 680,9371 ha                              |
| Bosmassieven tussen Momignies en Chimay                                                                           |                                                | Henegouwen                                                        | 1872,0469 ha                             |
| Bos van Bourlers en Baileux                                                                                       |                                                | Henegouwen                                                        | 1392,5751 ha                             |
| Trou aux Feuilles                                                                                                 |                                                | Henegouwen                                                        | 0,0308 ha                                |
| Stroombekken van de Erpion                                                                                        |                                                | Henegouwen                                                        | 6,281 ha                                 |
| Vallei van de Thure                                                                                               |                                                | Henegouwen                                                        | 16,4563 ha                               |
| De bronnen van de Geer                                                                                            |                                                | Luik                                                              | 42,3707 ha                               |
| Basse vallei van de Geer                                                                                          |                                                | Luik                                                              | 584,6497 ha                              |
| Montagne Saint-Pierre te Wezet                                                                                    |                                                | Luik                                                              | 242,2533 ha                              |
| Basse Maas et Meuse mitoyenne                                                                                     |                                                |                                                                   | 222,8068 ha                              |
| Stroombekken van de Bolland                                                                                       |                                                | Luik                                                              | 50,0807 ha                               |
| Vallei van de Geul stroomafwaarts van Kelmis                                                                      |                                                | Luik                                                              | 570,5949 ha                              |
| Vallei van de Geul stroomopwaarts van Kelmis                                                                      |                                                | Luik                                                              | 465,7896 ha                              |
| Vallei van de Burdinale                                                                                           |                                                | Luik                                                              | 291,7925 ha                              |
| Vallei van de Mehaigne                                                                                            |                                                | Luik                                                              | 226,5834 ha                              |
| Maasvallei te Hoei en valleigebied van de Solières                                                                |                                                | Luik                                                              | 491,7402 ha                              |
| Valleien van de Hoyoux en de Triffoy                                                                              |                                                | Luik                                                              | 1308,0595 ha                             |
| Zijrivieren van de Maas tussen Hoei en Flémalle                                                                   |                                                | Luik                                                              | 537,2428 ha                              |
| Bos van Neuville en Vecquée                                                                                       |                                                | Luik                                                              | 381,2444 ha                              |
| Ourthe vallei tussen Comblain-au-Pont en Angleur                                                                  |                                                | Luik                                                              | 706,8598 ha                              |
| Bois d'Anthisnes et d'Esneux                                                                                      |                                                | Luik                                                              | 884,1559 ha                              |
| Basse vallei van de Vesder                                                                                        |                                                | Luik                                                              | 337,9182 ha                              |
| Basse vallei van de Amblève                                                                                       |                                                | Luik                                                              | 342,8834 ha                              |
| De kalkheuvels van Theux en Rocheux                                                                               |                                                | Luik                                                              | 69,5807 ha                               |
| Vallei van de Vesder tussen Eupen en Verviers                                                                     |                                                | Luik                                                              | 553,5974 ha                              |
| Zijrivieren van het meer van Eupen                                                                                |                                                | Luik                                                              | 507,8631 ha                              |
| Hertogenwoud rond Raeren                                                                                          |                                                | Luik                                                              | 404,0479 ha                              |
| La Gileppe |                                                | Luik                                                              | 1172,903 ha                              |
| Vallei van de Soor                                                                                                |                                                | Luik                                                              | 451,1659 ha                              |
| Vallei van de Helle                                                                                               |                                                | Luik                                                              | 761,9617 ha                              |
| Fagnes du Nord-Est                                                                                                |                                                | Luik                                                              | 2363,151 ha                              |
| Vallei van de Ourthe tussen Hamoir en Comblain-au-Pont                                                            |                                                | Luik                                                              | 585,9510 ha                              |
| Vallei van de Lembrée en zijrivieren                                                                              |                                                | Luik                                                              | 752,6648 ha                              |
| Vallei van de Amblève van aan de brug van Targnon tot Remouchamps                                                 |                                                | Luik                                                              | 1782,1539 ha                             |
| Basse vallei van de Lienne                                                                                        |                                                | Luik                                                              | 389,9785 ha                              |
| Vallei van de Amblève van Chêneu tot aan de brug van Targnon                                                      |                                                | Luik                                                              | 239,4770 ha                              |
| De bossen rond de Géronstère                                                                                      |                                                | Luik                                                              | 457,16 ha                                |
| Fagnes van Malchamps en Stoumont                                                                                  |                                                | Luik                                                              | 877,3560 ha                              |
| Vallei van de Wayai en zijrivieren                                                                                |                                                | Luik                                                              | 88,1298 ha                               |
| Vallei van de Hoëgne                                                                                              |                                                | Luik                                                              | 610,6365 ha                              |
| Plateau des Hautes-Fagnes                                                                                         |                                                | Luik                                                              | 3988,958 ha                              |
| Fagnes van de Roer                                                                                                |                                                | Luik                                                              | 1296,82 ha                               |
| Militair domein van Elsenborn                                                                                     |                                                | Luik                                                              | 2572,279 ha                              |
| Vallei van de Schwalm                                                                                             |                                                | Luik                                                              | 647,6988 ha                              |
| Vallei van de Olefbach                                                                                            |                                                | Luik                                                              | 725,6846 ha                              |
| Fagnes van Stavelot en vallei van de Eau Rouge                                                                    |                                                | Luik                                                              | 1253,386 ha                              |
| Fagnes van Polleur en Malmedy                                                                                     |                                                | Luik                                                              | 1096,478 ha                              |
| Vallei van de Warche en de Bayehon stroomafwaarts van het stuw van Robertville                                    |                                                | Luik                                                              | 458,4566 ha                              |
| Warche vallei tussen Bütgenbach en Robertville                                                                    |                                                | Luik                                                              | 237,4652 ha                              |
| De bronnen van de Amblève                                                                                         |                                                | Luik                                                              | 53,1019 ha                               |
| De bronnen van de Warchenne                                                                                       |                                                | Luik                                                              | 17,2282 ha                               |
| Vallei van de Warche stroomopwaarts van Bütgenbach                                                                |                                                | Luik                                                              | 308,8186 ha                              |
| Natuurreservaat Holzwarchetal                                                                                     | Habitatrichtlijngebied en Vogelrichtlijngebied | Luik                                                              | 338,8525 ha                              |
| Vallei van de Lienne en zijrivieren tussen Les Trous de Bras en Habiémont                                         |                                                | Luik                                                              | 228,4133 ha                              |
| Mardelles d'Arbrefontaine et vallons fangeux de Fosse                                                             |                                                | Luik                                                              | 219,1367 ha                              |
| Fagne van Gotale en de zijrivieren van de Chavanne                                                                |                                                |                                                                   | 179,2341 ha                              |
| Vallei van de l'Amblève tussen Wanne en Coo                                                                       |                                                | Luik                                                              | 221,7763 ha                              |
| Ma Campagne au sud de Malmedy                                                                                     |                                                | Luik                                                              | 49,0942 ha                               |
| Noir Ru en de vallei van de Rechterbach                                                                           |                                                | Luik                                                              | 688,252 ha                               |
| Vallei van de Amblève tussen Montenau en Baugné                                                                   |                                                | Luik                                                              | 235,1655 ha                              |
| Vallei van de Emmels                                                                                              |                                                | Luik                                                              | 309,497 ha                               |
| Haute vallei van de Amblève tussen Heppenbach en Montenau                                                         |                                                | Luik                                                              | 387,4674 ha                              |
| Vallei van de Kolvenderbach                                                                                       |                                                | Luik                                                              | 192,1322 ha                              |
| Vallei van de Medemberbach                                                                                        |                                                | Luik                                                              | 252,578 ha                               |
| De bronnen van de Our en de Ensebach                                                                              |                                                | Luik                                                              | 297,4751 ha                              |
| Haute vallei van de Lienne                                                                                        |                                                | Luik                                                              | 387,3801 ha                              |
| Zijrivieren van de Our tussen Setz en Schoenberg                                                                  |                                                | Luik                                                              | 241,1718 ha                              |
| Bovenloop van de Our en de zijrivieren                                                                            |                                                | Luik                                                              | 401,1611 ha                              |
| Vallei en zijrivieren van de Braunlauf                                                                            |                                                | Luik                                                              | 281,9005 ha                              |
| Vallei van de Ulf                                                                                                 |                                                | Luik                                                              | 283,7303 ha                              |
| Benedenloop van de Our en de zijrivieren                                                                          |                                                | Luxemburg                                                         | 640,0263 ha                              |
| Grotten van Jaminon                                                                                               |                                                | Luik                                                              | 0,0812 ha                                |
| Bos van Staneux                                                                                                   |                                                | Luik                                                              | 616,2316 ha                              |
| Vallei en zijrivieren van de Néblon                                                                               |                                                | Luik en Luxemburg                                                 | 135,9584 ha                              |
| Vallei van de Ourthe tussen Bomal en Hamoir                                                                       |                                                | Luxemburg                                                         | 614,854 ha                               |
| Vallei van de Ourthe tussen Hotton en Barvaux-sur-Ourthe                                                          |                                                | Luxemburg                                                         | 1525,0276 ha                             |
| Massifs forestiers famenniens tussen Hotton en Barvaux-sur-Ourthe                                                 |                                                | Luxemburg                                                         | 1751,9524 ha                             |
| De Calestienne tussen Barvaux en Bomal                                                                            |                                                | Luxemburg                                                         | 351,2366 ha                              |
| De Calestienne tussen Oppagne en Barvaux                                                                          |                                                | Luxemburg                                                         | 257,9981 ha                              |
| Basse vallei van de Aisne                                                                                         |                                                | Luxemburg                                                         | 1902,594 ha                              |
| De militaire basis van Marche-en-Famenne                                                                          |                                                | Luxemburg                                                         | 2868,1138 ha                             |
| De Calestienne tussen Marenne en Hotton                                                                           |                                                | Luxemburg                                                         | 294,1025 ha                              |
| De vlakte van Ny                                                                                                  |                                                | Luxemburg                                                         | 155,3204 ha                              |
| De Calestienne tussen Hotton en Oppagne                                                                           |                                                | Luxemburg                                                         | 108,8841 ha                              |
| Vallei van de Ourthe tussen La Roche-en-Ardenne en Hotton                                                         |                                                | Luxemburg                                                         | 605,5895 ha                              |
| Haute vallei van de Aisne                                                                                         |                                                | Luxemburg                                                         | 1862,0504 ha                             |
| Fagne van Crépale en de vlakte van Malempré                                                                       |                                                | Luxemburg                                                         | 179,0365 ha                              |
| Fanges des sources de l'Aisne                                                                                     |                                                | Luxemburg                                                         | 600,2448 ha                              |
| Fagnes van Samrée en Tailles                                                                                      |                                                | Luxemburg                                                         | 856,8526 ha                              |
| Fagnes van Bihain                                                                                                 |                                                | Luxemburg                                                         | 704,0437 ha                              |
| De bronnen van de Lienne                                                                                          |                                                | Luik                                                              | 202,4548 ha                              |
| Ennal et Grand Fond                                                                                               |                                                | Luxemburg                                                         | 177,7103 ha                              |
| Bovenloop van de Salm                                                                                             |                                                | Luxemburg                                                         | 773,9369 ha                              |
| De Calestienne te Marche-en-Famenne                                                                               |                                                | Luxemburg                                                         | 38,2733 ha                               |
| Basse vallei van de Wamme                                                                                         |                                                | Luxemburg                                                         | 78,2181 ha                               |
| De Ourthevallei tussen Nisramont en La Roche-en-Ardenne                                                           |                                                | Luxemburg                                                         | 1991.9937 ha                             |
| Benedenloop van de oostelijke Ourthe                                                                              |                                                | Luxemburg                                                         | 2312,3141 ha                             |
| Bovenloop van de Wimbe                                                                                            |                                                | Luxemburg                                                         | 3095,5074 ha                             |
| Massif forestier de Daverdisse                                                                                    |                                                | Luxemburg                                                         | 4503,8937 ha                             |
| Stroomgebied van de Lhomme van Poix-Saint-Hubert tot Grupont                                                      |                                                | Luxemburg                                                         | 3613,7675 ha                             |
| Vallei van de Lhomme van Grupont tot Rochefort                                                                    |                                                | Luxemburg                                                         | 154,2713 ha                              |
| Haute-Wamme en Masblette                                                                                          |                                                | Luxemburg                                                         | 7342,9887 ha                             |
| De bossen van Freÿr                                                                                               |                                                | Namen                                                             | 3103,1601 ha                             |
| Middenloop van de westelijke Ourthe                                                                               |                                                | Luxemburg                                                         | 413,5486 ha                              |
| Benedenloop van de westelijke Ourthe                                                                              |                                                | Luxemburg                                                         | 819,4629 ha                              |
| De vijvers van Longchamps en Noville                                                                              |                                                | Luxemburg                                                         | 385,2833 ha                              |
| Brongebied van de Tavigny                                                                                         |                                                | Luxemburg                                                         | 240,0273 ha                              |
| Bovenloop van de Wiltz                                                                                            |                                                | Luxemburg                                                         | 281,3722 ha                              |
| Haute-Lesse |                                                | Luxemburg                                                         | 406,8565 ha                              |
| Haute-Lhomme |                                                | Luxemburg                                                         | 2055,2076 ha                             |
| Bovenloop van de westelijke Ourthe                                                                                |                                                | Luxemburg                                                         | 1522,9444 ha                             |
| De Haute-Sûre |                                                | Luxemburg                                                         | 2852,8571 ha                             |
| Vallei van de Villers-la-Bonne-Eau                                                                                |                                                | Luxemburg                                                         | 173,1872 ha                              |
| Grensgebied van de Sûre                                                                                           |                                                | Luxemburg                                                         | 156,4064 ha                              |
| Stroomgebied van de Semois van Bouillon tot Alle                                                                  |                                                | Luxemburg                                                         | 1667,7875 ha                             |
| Stroomgebied van de Semois van Maka tot Bouillon                                                                  |                                                | Luxemburg                                                         | 890,694 ha                               |
| Stroombekken van de Aleines                                                                                       |                                                | Luxemburg                                                         | 751,5597 ha                              |
| De bossen van Muno                                                                                                |                                                | Luxemburg                                                         | 564,6927 ha                              |
| Stroomgebied van de Semois van Florenville tot Auby                                                               |                                                | Luxemburg                                                         | 5366,5565 ha                             |
| Haute-Vierre |                                                | Luxemburg                                                         | 735,4145 ha                              |
| Stroomgebied van de Semois van Jamoigne tot Chiny                                                                 |                                                | Luxemburg                                                         | 2249,3914 ha                             |
| Basse-Vierre |                                                | Luxemburg                                                         | 2906,3498 ha                             |
| Stroomgebied van de Semois tussen Tintigny en Jamoigne                                                            |                                                | Luxemburg                                                         | 3029,0397 ha                             |
| Stroombekken van deMellier en de Mandebras                                                                        |                                                | Luxemburg                                                         | 1540,1821 ha                             |
| Woud van Anlier                                                                                                   |                                                | Luxemburg                                                         | 7561,6575 ha                             |
| Stroomgebied van de Attert                                                                                        |                                                | Luxemburg                                                         | 1333,9223 ha                             |
| Stroomgebied van de Marche                                                                                        |                                                | Luxemburg                                                         | 2452,7338 ha                             |
| Stroombekken van de Breuvanne                                                                                     |                                                | Luxemburg                                                         | 783,6449 ha                              |
| Stroomgebied van de Semois van Etalle tot Tintigny                                                                |                                                | Luxemburg                                                         | 2151,6145 ha                             |
| Het moeras van Haute-Semois en het bos van Heinsch                                                                |                                                | Luxemburg                                                         | 1905,4598 ha                             |
| Camp militaire de Lagland                                                                                         |                                                | Luxemburg                                                         | 2536,1028 ha                             |
| De valleien van de Eisch en de Clairfontaine                                                                      |                                                | Luxemburg                                                         | 154,2729 ha                              |
| Bovenloop van de Chevratte                                                                                        |                                                | Luxemburg                                                         | 1353,9405 ha                             |
| Valleien van de Laclaireau en de Rabais                                                                           |                                                | Luxemburg                                                         | 2818,3705 ha                             |
| Stroombekken van de Messancy                                                                                      |                                                | Luxemburg                                                         | 495,3632 ha                              |
| Vallei van de Chevratte                                                                                           |                                                | Luxemburg                                                         | 431,2101 ha                              |
| Vallei van de Vire en de Ton                                                                                      |                                                | Luxemburg                                                         | 288,5141 ha                              |
| Bovenloop van de Vire en de Ton                                                                                   |                                                | Luxemburg                                                         | 2514,1363 ha                             |
| Vallei van de Ton en de Côte bajocienne van Montquintin tot Ruette                                                |                                                | Luxemburg                                                         | 3048,8588 ha                             |
| Forêts et marais bajociens van Baranzy tot Athus                                                                  |                                                | Luxemburg                                                         | 842,3369 ha                              |
| Famennebos te Humain en Aye                                                                                       |                                                | Luxemburg                                                         | 538,7544 ha                              |
| Vijver te Frassem                                                                                                 |                                                | Luxemburg                                                         | 6,6131 ha                                |
| De vijver van Boneffe                                                                                             |                                                | Namen                                                             | 6,0572 ha                                |
| Vallei van de Orneau                                                                                              |                                                | Namen                                                             | 325,0907 ha                              |
| Vallei van de Sambre stroomafwaarts van de samenvloeiing met de Orneau                                            |                                                | Namen                                                             | 83,0846 ha                               |
| Maasvallei van Dave tot Marche-les-Dames                                                                          |                                                | Namen                                                             | 498,8202 ha                              |
| Stroomgebied Samson                                                                                               |                                                | Namen                                                             | 1235,8208 ha                             |
| Maasvallei van Marche-les-Dames tot Andenne                                                                       |                                                | Namen                                                             | 357,0537 ha                              |
| Meer en bossen te Bambois                                                                                         |                                                | Namen                                                             | 357,9239 ha                              |
| Vallei van de Burnot                                                                                              |                                                | Namen                                                             | 149,7337 ha                              |
| Maasvallei van Yvoir tot Dave                                                                                     |                                                | Namen                                                             | 637,7928 ha                              |
| Vallei van de Bocq                                                                                                |                                                | Namen                                                             | 440,2622 ha                              |
| Vallei van de Molignée                                                                                            |                                                | Namen                                                             | 881,5096 ha                              |
| Maasvallei van Dinant tot Yvoir                                                                                   |                                                | Namen                                                             | 727,3765 ha                              |
| calcaires bos van Nettinne                                                                                        |                                                | Namen                                                             | 210,922 ha                               |
| Famennebos te Waillet                                                                                             |                                                | Namen                                                             | 458,7565 ha                              |
| Vallei van de Flavion                                                                                             |                                                | Namen                                                             | 678,3914 ha                              |
| vallei van de Chinelle                                                                                            |                                                | Namen                                                             | 918,9904 ha                              |
| Stroombekken van de Féron                                                                                         |                                                | Namen                                                             | 211,5343 ha                              |
| Stroomgebied van de Hermeton stroomafwaarts van Vodelée                                                           |                                                | Namen                                                             | 987,9259 ha                              |
| Maasvallei stroomopwaarts van Hastière                                                                            |                                                | Namen                                                             | 1436,1705 ha                             |
| Maasvallei van Hastière tot Dinant                                                                                |                                                | Namen                                                             | 841,768 ha                               |
| Vallei van de Lesse stroomafwaarts van Houyet                                                                     |                                                | Namen                                                             | 1658,6702 ha                             |
| Stroomgebied van de Iwène                                                                                         |                                                | Namen                                                             | 921,7318 ha                              |
| Vallei van de Lesse tussen Villers-sur-Lesse en Houyet                                                            |                                                | Namen                                                             | 562,8975 ha                              |
| Stroombekkens van de Fenffe en de Vachau                                                                          |                                                | Namen                                                             | 2266.8448 ha                             |
| La Famenne tussen Eprave en Havrenne                                                                              |                                                | Namen                                                             | 2520,8013 ha                             |
| Massif forestier de Cerfontaine                                                                                   |                                                | Namen                                                             | 3024,7389 ha                             |
| Vallei van de Eau Blanche tussen Aublain en Mariembourg                                                           |                                                | Namen                                                             | 1366,8729 ha                             |
| Veens stroomgebied van de Eau Blanche stroomafwaarts van Mariembourg                                              |                                                | Namen                                                             | 1870,9483 ha                             |
| Veens stroomgebied van de Hermeton                                                                                |                                                | Namen                                                             | 3900,7393 ha                             |
| La Calestienne tussen Frasnes en Doische                                                                          |                                                | Namen                                                             | 2873,2554 ha                             |
| Ardeens stroomgebied van de Eau Noire                                                                             |                                                | Namen                                                             | 220,5294 ha                              |
| Ardeens stroomgebied van de Viroin                                                                                |                                                | Namen                                                             | 573,8656 ha                              |
| Stroombekken van de Alisse                                                                                        |                                                | Namen                                                             | 23,7133 ha                               |
| Stroombekkens van de Rempeine en de Scheloupe                                                                     |                                                | Namen                                                             | 657,2871 ha                              |
| Ilèwevallei |                                                | Namen                                                             | 787,8613 ha                              |
| Biran vallei |                                                | Luxemburg                                                         | 555,4362 ha                              |
| Vallei van de Wimbe                                                                                               |                                                | Namen                                                             | 2215,6875 ha                             |
| Stroomgebied van de Lesse tussen Villers-sur-Lesse en Chanly                                                      |                                                | Luxemburg                                                         | 2575,4649 ha                             |
| Vallei van de Houille stroomafwaarts van Gedinne                                                                  |                                                | Namen                                                             | 3432,0049 ha                             |
| Vallei van de Hulle                                                                                               |                                                | Namen                                                             | 1517,4168 ha                             |
| Stroomgebied van de Houille stroomopwaarts van Gedinne                                                            |                                                | Namen                                                             | 1439,5758 ha                             |
| Vallei van de Almache stroomopwaarts van Gembes                                                                   |                                                | Luxemburg                                                         | 1283.9754 ha                             |
| Stroombekken van de Saint-Jean                                                                                    |                                                | Namen                                                             | 451,2983 ha                              |
| Stroombekken van de Ru au Moulin                                                                                  |                                                | Namen                                                             | 488,7004 ha                              |
| Semoisvallei stroomafwaarts van Alle                                                                              |                                                | Namen                                                             | 1797,1934 ha                             |
| Stroombekken van de Gros-Fays                                                                                     |                                                | Namen                                                             | 88,33 ha                                 |
| Stroombekken van de Rebais                                                                                        |                                                | Namen                                                             | 518,7935 ha                              |
| Stroombekken van de Goutelle                                                                                      |                                                | Namen                                                             | 99,2527 ha                               |
| Stroombekken van de Fairoul                                                                                       |                                                | Namen                                                             | 57,3802 ha                               |